# Az Oscar-díj a legjobb idegen nyelvű filmnek kategóriába nevezett magyar filmek listája
Magyarország 1965 óta minden évben nevezett filmet az Oscar-díj legjobb idegen nyelvű film, illetve 2019-től legjobb nemzetközi játékfilm kategóriájába. Egyedül Franciaország nevez be a versenyre hosszabb ideje (1956 óta) minden évben filmeket.
E kategóriában évente oszt ki Oscar-díjat az amerikai Filmművészeti és Filmtudományi Akadémia, mégpedig egy olyan nagyjátékfilmnek, mely megfelel a következő kritériumoknak: az Amerikai Egyesült Államokon kívül készült, és javarészt nem angol nyelvű dialógokat tartalmaz. Azt a filmet, melyet Magyarország nevez a díjra, évente választja ki egy szakmai bizottság.
Magyar filmet 10 alkalommal jelölt díjra az Akadémia. A legtöbb jelölést 1978 és 1988 között kapták magyar filmek (11 év alatt 6 jelölést). Ebből az időszakból került ki az első Oscar-díjas magyar film, Szabó István Mephisto című filmje, melyet az 54. Oscar-gálán díjaztak, 1982-ben. Több mint 30 évvel később nyert újra magyar film, 2015-ben, a 88. Oscar-gálán, mégpedig Nemes Jeles László Saul fia című filmje.
Legtöbbször Szabó István filmjeit nevezte Magyarország a díjra, 1967 és 1992 között 7 alkalommal. Ezekből négyet jelölt az Akadémia díjra, és egyet nyert meg. Rajta kívül Fábri Zoltán filmjeit nevezték még több alkalommal, 1965 és 1978 között 4 filmje jutott a zsűri elé, melyekből kettőt jelöltek díjra.

## Nevezések
Az amerikai Filmművészeti és Filmtudományi Akadémia minden évben felajánlja a külföldi országoknak, hogy nevezzék a legjobbnak tartott filmjüket Oscar-díjra a legjobb nemzetközi játékfilm kategóriában. Az idegen nyelvű filmek díjáért felelős bizottság ellenőrzi, hogy a nevezett filmek megfelelnek-e a megadott kritériumoknak, majd a feltételeknek megfelelt filmeket véleményezik. Ezután titkos szavazáson döntik el, hogy melyik 5 filmet jelöljék a díjra. 2006-ban kétszintűvé tették a jelölés rendszerét: első alkalommal kilenc alkotást választanak ki, majd közülük választják ki az öt jelöltet. Az alábbiakban azoknak a magyar filmeknek a listája látható, melyeket Magyarország véleményezésre küldött az Akadémia bizottságának.
Az alábbi filmek nagy része teljesen magyar nyelvű, leszámítva Szabó István Redl ezredes, Hanussen és Mephisto című filmjeit, amelyek főszereplője egy osztrák színész, Klaus Maria Brandauer volt, s így javarészt német nyelvű dialógokat tartalmaznak.
| Év (Gála)  | Cím                                                 | Rendező                        | Eredmény                        | Forrás        |
| ---------- | --------------------------------------------------- | ------------------------------ | ------------------------------- | ------------- |
| 1965 (38.) | Húsz óra                                            | Fábri Zoltán                   | Nem jelölték                    |               |
| 1966 (39.) | Szegénylegények                                     | Jancsó Miklós                  | Nem jelölték                    |               |
| 1967 (40.) | Apa                                                 | Szabó István                   | Nem jelölték                    |               |
| 1968 (41.) | A Pál utcai fiúk                                    | Fábri Zoltán                   | Jelölve                         |               |
| 1969 (42.) | Feldobott kő                                        | Sára Sándor                    | Nem jelölték                    |               |
| 1970 (43.) | Szerelmesfilm                                       | Szabó István                   | Nem jelölték                    |               |
| 1971 (44.) | Szerelem                                            | Makk Károly                    | Nem jelölték                    |               |
| 1972 (45.) | Jelenidő                                            | Bacsó Péter                    | Nem jelölték                    |               |
| 1973 (46.) | Fotográfia                                          | Zolnay Pál                     | Nem jelölték                    |               |
| 1974 (47.) | Macskajáték                                         | Makk Károly                    | Jelölve                         |               |
| 1975 (48.) | Örökbefogadás                                       | Mészáros Márta                 | Nem jelölték                    |               |
| 1976 (49.) | Az ötödik pecsét                                    | Fábri Zoltán                   | Nem jelölték                    |               |
| 1977 (50.) | Herkulesfürdői emlék                                | Sándor Pál                     | Nem jelölték                    |               |
| 1978 (51.) | Magyarok                                            | Fábri Zoltán                   | Jelölve                         | [ 6 ]         |
| 1979 (52.) | Angi Vera                                           | Gábor Pál                      | Nem jelölték                    | [ 7 ]         |
| 1980 (53.) | Bizalom                                             | Szabó István                   | Jelölve                         | [ 8 ]         |
| 1981 (54.) | Mephisto                                            | Szabó István                   | Megnyerte                       | [ 9 ]         |
| 1982 (55.) | Megáll az idő                                       | Gothár Péter                   | Nem jelölték                    | [ 10 ]        |
| 1983 (56.) | Jób lázadása                                        | Gyöngyössy Imre és Kabay Barna | Jelölve                         | [ 11 ]        |
| 1984 (57.) | Yerma                                               | Gyöngyössy Imre és Kabay Barna | Nem jelölték                    |               |
| 1985 (58.) | Redl ezredes                                        | Szabó István                   | Jelölve                         | [ 12 ]        |
| 1986 (59.) | Macskafogó                                          | Ternovszky Béla                | Nem jelölték                    |               |
| 1987 (60.) | Napló szerelmeimnek                                 | Mészáros Márta                 | Nem jelölték                    |               |
| 1988 (61.) | Hanussen                                            | Szabó István                   | Jelölve                         |               |
| 1989 (62.) | Az én XX. századom                                  | Enyedi Ildikó                  | Nem jelölték                    |               |
| 1990 (63.) | Kicsi, de nagyon erős                               | Grünwalsky Ferenc              | Nem jelölték                    |               |
| 1991 (64.) | Félálom                                             | Rózsa János                    | Nem jelölték                    |               |
| 1992 (65.) | Édes Emma, drága Böbe                               | Szabó István                   | Nem jelölték                    |               |
| 1993 (66.) | Sose halunk meg                                     | Koltai Róbert                  | Nem jelölték                    |               |
| 1994 (67.) | Woyzeck                                             | Szász János                    | Nem jelölték                    |               |
| 1995 (68.) | A részleg                                           | Gothár Péter                   | Nem jelölték                    |               |
| 1996 (69.) | Haggyállógva, Vászka                                | Gothár Péter                   | Nem jelölték                    |               |
| 1997 (70.) | Witman fiúk                                         | Szász János                    | Nem jelölték                    |               |
| 1998 (71.) | Romani kris – Cigánytörvény                         | Gyöngyössy Bence               | Nem jelölték                    |               |
| 1999 (72.) | Nekem lámpást adott kezembe az Úr Pesten            | Jancsó Miklós                  | Nem jelölték                    |               |
| 2000 (73.) | Glamour                                             | Gödrös Frigyes                 | Nem jelölték                    |               |
| 2001 (74.) | Torzók                                              | Sopsits Árpád                  | Nem jelölték                    |               |
| 2002 (75.) | Hukkle                                              | Pálfi György                   | Nem jelölték                    | [ 13 ]        |
| 2003 (76.) | Rengeteg                                            | Fliegauf Bence                 | Nem jelölték                    | [ 14 ]        |
| 2004 (77.) | Kontroll                                            | Antal Nimród                   | Nem jelölték                    | [ 15 ]        |
| 2005 (78.) | Sorstalanság                                        | Koltai Lajos                   | Nem jelölték                    | [ 16 ]        |
| 2006 (79.) | Fehér tenyér                                        | Hajdu Szabolcs                 | Nem jelölték                    | [ 17 ]        |
| 2007 (80.) | Taxidermia                                          | Pálfi György                   | Nem jelölték                    | [ 18 ]        |
| 2008 (81.) | Iszka utazása                                       | Bollók Csaba                   | Nem jelölték                    | [ 19 ]        |
| 2009 (82.) | Kaméleon                                            | Goda Krisztina                 | Nem jelölték                    | [ 20 ]        |
| 2010 (83.) | Bibliothèque Pascal                                 | Hajdu Szabolcs                 | Nem jelölték                    | [ 21 ]        |
| 2011 (84.) | A torinói ló                                        | Tarr Béla                      | Nem jelölték                    | [ 22 ]        |
| 2012 (85.) | Csak a szél                                         | Fliegauf Bence                 | Nem jelölték                    | [ 23 ]        |
| 2013 (86.) | A nagy füzet                                        | Szász János                    | Bejutott a legjobb 9 film közé  | [ 24 ] [ 25 ] |
| 2014 (87.) | Fehér isten                                         | Mundruczó Kornél               | Nem jelölték                    | [ 26 ]        |
| 2015 (88.) | Saul fia                                            | Nemes Jeles László             | Megnyerte                       | [ 3 ] [ 4 ]   |
| 2016 (89.) | Tiszta szívvel                                      | Till Attila                    | Nem jelölték                    | [ 27 ]        |
| 2017 (90.) | Testről és lélekről                                 | Enyedi Ildikó                  | Jelölve                         | [ 28 ]        |
| 2018 (91.) | Napszállta                                          | Nemes Jeles László             | Nem jelölték                    | [ 29 ]        |
| 2019 (92.) | Akik maradtak                                       | Tóth Barnabás                  | Bejutott a legjobb 10 film közé | [ 30 ]        |
| 2020 (93.) | Felkészülés meghatározatlan ideig tartó együttlétre | Horvát Lili                    | Nem jelölték                    | [ 31 ]        |
| 2021 (94.) | Post Mortem                                         | Bergendy Péter                 | Nem jelölték                    | [ 32 ]        |
| 2022 (95.) | Blokád                                              | Tősér Ádám                     | Nem jelölték                    | [ 33 ]        |
| 2023 (96.) | Kojot négy lelke                                    | Gauder Áron                    | Nem jelölték                    | [ 34 ]        |
| 2024 (97.) | Semmelweis                                          | Koltai Lajos                   | Nem jelölték                    | [ 35 ]        |